# Nocturne in zwart en goud - de vallende raket
Nocturne in zwart en goud - de vallende raket (Engelse titel: Nocturne in Black and Gold – The Falling Rocket) is een schilderij van de Amerikaanse kunstschilder James McNeill Whistler, geschilderd tussen 1872 en 1877, olieverf op paneel, 60,3 x 46,7 centimeter. Het toont nachtelijk vuurwerk in een stadspark te Londen en wordt algemeen beschouwd als een hoogtepunt van het estheticisme. Het schilderij is thans in bezit van het Detroit Institute of Arts te Detroit.

## Afbeelding
Nocturne in zwart en goud verbeeldt een door de kunstenaar vanuit zijn huis aan de rivier waargenomen nachtelijk vuurwerk, in het stadspark ‘Cremorne Gardens’, nabij de Londense Battersea Bridge. Het werk is opgezet in strak gearrangeerde vlakken met harmoniërende tinten en flonkerende kleurstippen. De vonkenregen doet denken aan een verzameling sterren aan de nachtelijke hemel, weergegeven in expressief maar weloverwogen geplaatste stippen. Zo slaagt Whistler erin het vluchtige moment in beeld te brengen waarop de vuurwerkraket in de lucht ontploft en als een vonkenregen neerstort.
Het platform links van waar het vuurwerk schijnbaar wordt afgeschoten en de drie figuren op de voorgrond zijn slechts vaag zichtbaar. De dikke rook en het nachtelijk duister onttrekt ze aan het oog. Ze contrasteren in hun vaagheid  met het intense onnatuurlijke lichtschijnsel, waarmee een beeld ontstaat als ware het een visioen. Whistler versterkt deze mistige sfeer door het schilderij op te bouwen in verschillende verflagen, die zich mengen tot een harmonieus geheel van kleurschakeringen. Deze stijl van schilderen vormde voor hem de essentie van het estheticisme.
Nocturne in zwart en goud is uiteindelijk een vrij onbestemde impressie, Het werk is niet opgebouwd rondom een bepaalde vorm of figuur en bevat geen duidelijke figuratieve verwijzing. Daarmee heeft het schilderij een voor die tijd ongekende abstractie gekregen. Die abstractie verleent het schilderij een grote vitaliteit, maar in de periode waarin het werk ontstond werd het als controversieel en sterk provocerend ervaren.

## Ontvangst, ophef en waardering
Nocturne in zwart en goud was Whistlers laatste werk uit een serie van zes schilderijen over de Londense Cremorne Gardens, een park waar toentertijd verschillende vormen van vermaak plaatsvonden. De titel ('nocturne') kan gezien worden als een eerbetoon aan de door muziek beïnvloede vorm. Whistler verwees vaker naar muziek in de titels van zijn schilderijen en schreef ook theoretische verhandelingen over de overeenkomsten tussen muziek en beeldende kunst.
Whistler werkte rond 1875 meerdere jaren aan zijn Nocturnes. Nocturne in zwart en goud - de vallende raket exposeerde hij voor het eerst in 1877 in Grosvenor Gallery te London. Het publiek reageerde geschokt. Kunstcriticus John Ruskin noemde het 'een pot verf gegooid in het gezicht van het publiek'. Dit kwam Ruskin vervolgens op een rechtszaak te staan wegens smaad. Whistler verdedigde zijn schilderij en de esthetische ideeën die Nocturne belichaamde door te stellen dat kunst per definitie autonoom was en niet kon worden beperkt door de plicht een 'levensecht' effect te hebben. Hij noemde zijn werk een 'weergave' van een onderwerp binnen een 'kunstzinnig arrangement'. Whistler werd in het gelijk gesteld, maar de schadevergoeding die hem werd toegekend was vernederend laag.
Tegenwoordig geldt Nocturne in zwart en goud als een hoogtepunt uit de middenperiode van Whistler en daarmee van het estheticisme. Vaak wordt het ook genoemd als een belangrijke voorloper van de latere abstracte kunst.